# Ricardo Kishna
Ricardo Kishna (Den Haag, 4 januari 1995) is een Nederlands voormalig voetballer die bij voorkeur als linksbuiten speelde. 

## Clubcarrière

### Jeugd en AFC Ajax
Kishna begon met voetballen bij VUC en werd in 2001 opgenomen in de jeugdopleiding van ADO Den Haag, Hierin was hij ruim negen jaar actief voor hij die in 2010 verruilde voor die van Ajax. Hier tekende Kishna op 13 mei 2011 zijn eerste contract, dat hem tot en met 30 juni 2014 verbond aan de club.
Kishna kwam in de eerste seizoenshelft van 2013/14 uit voor de A1 van Ajax. Zijn coach Frank de Boer maakte op 3 januari 2014 bekend dat hij samen met Jaïro Riedewald en Riechedly Bazoer mee mocht op trainingskamp met de selectie van het eerste team. Nadat Kishna op 11 januari 2014 in een oefenwedstrijd tegen Trabzonspor zijn officieuze debuut maakte, gaf De Boer aan dat Kishna na de winterstop niet meer terug zou gaan naar de A1, maar zou pendelen tussen de selectie en Jong Ajax, dat op dat moment uitkwam in de Jupiler League. Kishna maakte op 17 januari 2014 zijn debuut in het betaald voetbal, toen hij met Jong Ajax een wedstrijd in de Jupiler League speelde uit bij FC Emmen (4-0 verlies). Hij werd in de 59e minuut vervangen door Abdel Malek El Hasnaoui. Op 10 februari 2014 scoorde Kishna zijn eerste officiële doelpunt in het betaald voetbal, in een thuiswedstrijd van Jong Ajax tegen VVV-Venlo. In de met 4-1 gewonnen wedstrijd scoorde Kishna in de 52e minuut de 2-1. Tegen koploper FC Dordrecht maakte hij de 1-1, waardoor Jong Ajax een punt pakte.
Nadat in december 2013 een poging tot contractverlening op niets uit liep, werd op 15 januari 2014 bekendgemaakt dat Ajax en Kishna mondeling het eens waren over een contractverlenging tot en met de zomer van 2017. Ajax maakte op 23 januari 2014 bekend dat zijn contract was verlengd tot en met 30 juni 2016, met een optie voor nog een seizoen.
Op 19 februari 2014, een dag voor een UEFA Europa League-wedstrijd thuis tegen Red Bull Salzburg, maakte Ajax-coach De Boer bekend dat Kishna behoorde tot de achttienkoppige wedstrijdselectie hiervoor. Dit was de eerste keer dat hij werd opgenomen in een wedstrijdselectie van de hoofdmacht van Ajax. In deze wedstrijd mocht hij ook zijn debuut maken voor Ajax. In de 59e minuut viel hij in voor Kolbeinn Sigþórsson. Op 23 februari 2014 maakte Kishna zijn debuut in de Eredivisie. Thuis tegen AZ verving Kishna na rust Bojan Krkić en scoorde hij in de 61e minuut zijn eerste officiële doelpunt voor Ajax.

### Lazio Roma
Kishna werd op 28 juli 2015 medisch gekeurd bij Lazio Roma. Een dag later bereikte Ajax overeenstemming over de transfer met Lazio, dat naar verluidt ongeveer €3 miljoen betaalde voor hem. Kishna tekende een contract voor vier seizoenen, dat per direct inging. Kishna koos er voor om bij Lazio met rugnummer 88 te gaan spelen. Dit is een beladen nummer omdat Lazio naar verluidt een racistische harde kern heeft en fascisten het nummer gebruiken als HH (H = de achtste letter van het alfabet), als verwijzing naar 'Heil Hitler'. Hij debuteerde op 8 augustus 2015 voor Lazio tijdens het duel om Supercoppa 2015 tegen kampioen Juventus, dat deze wedstrijd met 2-0 won. Kishna kwam na 75 minuten in de ploeg voor Danilo Cataldi. Tijdens de eerste speelronde van de Serie A op 22 augustus 2015 begon Kishna voor de eerste keer in de basisopstelling van Lazio, tegen Bologna. Hij was na twintig minuten spelen verantwoordelijk voor de 2-0, zijn eerste doelpunt voor de club. De wedstrijd eindigde in 2-1. Tijdens de eerste seizoenshelft kwam Kishna tot vijftien wedstrijden voor Lazio waarin hij tweemaal wist te scoren. In december moest hij onder het mes om een loszittend stukje uit zijn rechterknie te verwijderen. Deze ingreep hield hem twee maanden aan de kant. In april moest Kishna opnieuw onder het mes. Door dit aanhoudende blessureleed speelde hij tijdens de tweede seizoenshelft één wedstrijd.
Tijdens de tweede helft van seizoen 2016/17 werd Kishna door Lazio verhuurd aan Lille OSC. In seizoen 2017/18 werd hij door Lazio voor de tweede keer uitgeleend, nu aan ADO Den Haag. In de tweede wedstrijd van het seizoen, op 17 september 2017 scheurde Kishna in de wedstrijd tegen Ajax zijn kruisband. Zijn revalidatie nam meerdere jaren in beslag.

### ADO Den Haag
In augustus 2020 nam ADO Den Haag Kishna transfervrij over van Lazio. Op 28 november 2020 maakte hij tijdens de wedstrijd tegen sc Heerenveen zijn rentree, na een afwezigheid van 1168 dagen. In 2021 degradeerde hij met ADO uit de Eredivisie. Medio 2022 liep zijn contract af. Eind september 2022 sloot hij wederom aan bij ADO waar hij in 2023 zijn loopbaan beëindigde.

## Clubstatistieken

### Beloften
| Seizoen | Club      |                    | Competitie     | Competitie | Competitie |
| Seizoen | Club      | Wed.               | Competitie     | Dlp.       |            |
| ------- | --------- | ------------------ | -------------- | ---------- | ---------- |
| 2013/14 | Jong Ajax | Vlag van Nederland | Eerste divisie | 6          | 2          |
| 2014/15 | Jong Ajax | Vlag van Nederland | Eerste divisie | 3          | 1          |
| Totaal  | Totaal    | Totaal             | Totaal         | 9          | 3          |

### Senioren
| Seizoen         | Club            |                    | Competitie      | Competitie | Competitie | Beker | Beker | Internationaal | Internationaal | Overig | Overig | Totaal | Totaal |
| Seizoen         | Club            | Wed.               | Competitie      | Dlp.       | Wed.       | Dlp.  | Wed.  | Dlp.           | Wed.           | Dlp.   | Wed.   | Dlp.   |        |
| --------------- | --------------- | ------------------ | --------------- | ---------- | ---------- | ----- | ----- | -------------- | -------------- | ------ | ------ | ------ | ------ |
| 2013/14         | Ajax            | Vlag van Nederland | Eredivisie      | 8          | 1          | 1     | 0     | 1              | 0              | 1      | 0      | 10     | 1      |
| 2014/15         | Ajax            | Vlag van Nederland | Eredivisie      | 26         | 5          | 3     | 1     | 8              | 0              | 1      | 0      | 38     | 6      |
| 2015/16         | Lazio Roma      | Vlag van Italië    | Serie A         | 11         | 2          | 0     | 0     | 4              | 0              | 1      | 0      | 16     | 2      |
| 2016/17         | Lazio Roma      | Vlag van Italië    | Serie A         | 5          | 0          | 0     | 0     | —              | —              | —      | —      | 5      | 0      |
| 2016/17         | → Lille         | Vlag van Frankrijk | Ligue 1         | 11         | 0          | 2     | 0     | 0              | 0              | 0      | 0      | 13     | 0      |
| 2017/18         | → ADO Den Haag  | Vlag van Nederland | Eredivisie      | 2          | 0          | 0     | 0     | 0              | 0              | 0      | 0      | 2      | 0      |
| 2018/19         | ADO Den Haag    | Vlag van Nederland | Eredivisie      | 0          | 0          | 0     | 0     | 0              | 0              | 0      | 0      | 0      | 0      |
| 2019/20         | Lazio Roma      | Vlag van Italië    | Serie A         | 0          | 0          | 0     | 0     | 0              | 0              | 0      | 0      | 0      | 0      |
| 2020/21         | ADO Den Haag    | Vlag van Nederland | Eredivisie      | 16         | 0          | 0     | 0     | 0              | 0              | 0      | 0      | 16     | 0      |
| 2021/22         | ADO Den Haag    | Vlag van Nederland | Eerste Divisie  | 21         | 4          | 3     | 0     | 0              | 0              | 2      | 0      | 19     | 4      |
| 2022/23         | ADO Den Haag    | Vlag van Nederland | Eerste Divisie  | 21         | 0          | 1     | 0     | 0              | 0              | 0      | 0      | 21     | 0      |
| Carrière totaal | Carrière totaal | Carrière totaal    | Carrière totaal | 121        | 12         | 10    | 1     | 13             | 0              | 5      | 0      | 149    | 13     |

Bijgewerkt t/m 12 februari 2024.

## Interlandcarrière

### Jeugdelftallen
Kishna begon zijn loopbaan als jeugdinternational voor het Nederlands elftal onder 15 jaar. Hiervoor debuteerde hij op 8 december 2009 in een vriendschappelijke wedstrijd tegen de Turkse leeftijdsgenoten. Ook speelde hij enkele vriendschappelijke wedstrijden voor onder 16 jaar en kwam hij eenmaal in actie voor onder 20 jaar.
| Jeugdinterlands van Ricardo Kishna | Jeugdinterlands van Ricardo Kishna | Jeugdinterlands van Ricardo Kishna | Jeugdinterlands van Ricardo Kishna | Jeugdinterlands van Ricardo Kishna | Jeugdinterlands van Ricardo Kishna |
| Team (№ interlands)                | Datum                              | Wedstrijd                          | Uitslag                            | Soort Wedstrijd                    | Doelpunten                         |
| Als speler bij Ajax                | Als speler bij Ajax                | Als speler bij Ajax                | Als speler bij Ajax                | Als speler bij Ajax                | Als speler bij Ajax                |
| ---------------------------------- | ---------------------------------- | ---------------------------------- | ---------------------------------- | ---------------------------------- | ---------------------------------- |
| Onder 15 (1.)                      | 8 december 2009                    | Nederland - Turkije                | 4 – 1                              | Vriendschappelijk                  |                                    |
| Onder 15 (2.)                      | 10 december 2009                   | Nederland - Turkije                | 2 – 1                              | Vriendschappelijk                  |                                    |
| Onder 15 (3.)                      | 17 maart 2010                      | België - Nederland                 | 2 – 4                              | Vriendschappelijk                  |                                    |
| Onder 15 (4.)                      | 13 april 2010                      | Nederland - Israël                 | 2 – 0                              | Vriendschappelijk                  |                                    |
| Onder 15 (5.)                      | 15 april 2010                      | Nederland - Ierland                | 2 – 1                              | Vriendschappelijk                  |                                    |
| Onder 16 (1.)                      | 26 oktober 2010                    | Frankrijk - Nederland              | 1 – 2                              | 12e Tournoi Val de Marne '10       | 43'                                |
| Onder 16 (2.)                      | 28 oktober 2010                    | Nederland - Portugal               | 0 – 1                              | 12e Tournoi Val de Marne '10       |                                    |
| Onder 16 (3.)                      | 30 oktober 2010                    | Nederland - Noorwegen              | 1 – 0                              | 12e Tournoi Val de Marne '10       |                                    |
| Onder 20 (1.)                      | 9 oktober 2014                     | Nederland - Turkije                | 2 – 2                              | Vierlandentoernooi                 |                                    |

### Jong Oranje
Bondscoach Albert Stuivenberg maakte op 4 maart 2014 bekend dat Kishna de geblesseerde Lesly de Sa zal vervangen bij Jong Oranje voor de vriendschappelijke interland tegen Jong Israël op 5 maart 2014. Kishna mocht in de wedstrijd tegen Jong Israël, die met 1-0 werd verloren, tevens zijn debuut maken. Kishna verving na rust Terell Ondaan.
| Interlands van Ricardo Kishna voor Jong Oranje | Interlands van Ricardo Kishna voor Jong Oranje | Interlands van Ricardo Kishna voor Jong Oranje | Interlands van Ricardo Kishna voor Jong Oranje | Interlands van Ricardo Kishna voor Jong Oranje | Interlands van Ricardo Kishna voor Jong Oranje |
| №                                              | Datum                                          | Wedstrijd                                      | Uitslag                                        | Soort Wedstrijd                                | Doelpunten                                     |
| Als speler bij Ajax                            | Als speler bij Ajax                            | Als speler bij Ajax                            | Als speler bij Ajax                            | Als speler bij Ajax                            | Als speler bij Ajax                            |
| ---------------------------------------------- | ---------------------------------------------- | ---------------------------------------------- | ---------------------------------------------- | ---------------------------------------------- | ---------------------------------------------- |
| 1.                                             | 5 maart 2014                                   | Nederland - Israël                             | 0 – 1                                          | Vriendschappelijk                              | 0                                              |
| 2.                                             | 30 maart 2015                                  | Frankrijk - Nederland                          | 4 – 1                                          | Vriendschappelijk                              | 0                                              |
| Als speler bij Lazio                           |                                                |                                                |                                                |                                                |                                                |
| 3.                                             | 3 september 2015                               | Nederland – Cyprus                             | 4 – 0                                          | EK kwalificatie 2017                           | 0                                              |
| 4.                                             | 8 september 2015                               | Turkije – Nederland                            | 0 – 1                                          | EK kwalificatie 2017                           | 0                                              |
| 5.                                             | 11 oktober 2015                                | Nederland – Slowakije                          | 1 – 3                                          | EK kwalificatie 2017                           | 0                                              |
| 6.                                             | 12 november 2015                               | Nederland - Wit-Rusland                        | 1 – 0                                          | EK-kwalificatie '17                            | 0                                              |
| 7.                                             | 17 november 2015                               | Slowakije - Nederland                          | 4 – 2                                          | EK-kwalificatie '17                            | 0                                              |

## Erelijst
Met  Ajax
| Nationaal  |    |      |
| Eredivisie | 1x | 2014 |

## Persoonlijk
Kishna is van Surinaams-Nederlandse afkomst. Zijn vader is Surinaams en zijn moeder Nederlands. Kishna heeft een jonger zusje, wier gezicht op zijn linkerarm staat getatoeëerd. 